# Daedra Charles
Daedra Janel Charles, po mężu Furlow (ur. 22 listopada 1968 w Detroit, zm. 14 kwietnia 2018 tamże) – amerykańska koszykarka występująca na pozycjach silnej skrzydłowej lub środkowej, reprezentantka kraju, brązowa medalistka olimpijska oraz mistrzostw świata, po zakończeniu kariery zawodniczek trenerka koszykarska i komentatorka sportowa.

## Osiągnięcia
Na podstawie, o ile nie zaznaczono inaczej.

### NCAA
- Mistrzyni:
  - NCAA (1989, 1991)[5]
  - turnieju konferencji Southeastern (SEC – 1989)
  - sezonu regularnego SEC (1990)
- Uczestniczka rozgrywek Elite 8 turnieju NCAA (1989–1991)
- Laureatka nagrody Wade Trophy (1991)[5]
- Sportsmenka roku konferencji Southeastern NCAA (1991)
- Zaliczona do I składu:
  - Kodak All-American (1990, 1991)
  - SEC (1990, 1991)
  - turnieju SEC (1990, 1991)
- Drużyna zastrzegła należący do niej numer 32[5]

### Inne
- Mistrzyni Włoch (1992)
- Wicemistrzyni Francji (1995)
- 3. miejsce w Eurolidze (1992)
- Wybrana do:
  - Galerii Sław Sportu uczelni Tennessee – Tennessee Lady Vol Athletic Hall of Fame (2001)
  - Galerii Sław Koszykówki Kobiet (2007)[5]
  - składu ESPN’s Top 25 College Women’s Players (2005)

### Reprezentacja
- Brązowa medalistka:
  - olimpijska (1992)[6][7][8]
  - mistrzostw świata (1994)[9][10]
- Uczestniczka mistrzostw Ameryki (1989 – 4. miejsce)[11]